# Boeing Model 6
Boeing Model 6, cũng còn được biết đến như B-1 là một mẫu tàu bay (flying boat) hai tầng cánh nhỏ được thiết kế bởi William Boeing ngay sau Chiến tranh Thế giới I. Nó là thiết kế thương mại đầu tiên cho Boeing (trái với các thiết kế quân sự hay thử nghiệm), sau đó có tên gọi là B-1. Nó được bố trí theo cách truyền thống vào ngày đó, với 1 động cơ cánh quạt đẩy được đặt ở giữa những thanh chống. Phi công ngồi trong một buồng lái mở ở mũi, và máy bay có thể chở được 2 hành khách trong một buồng lái mở thứ hai đằng sau buồng lái đầu tiên. Thiết kế này gợi lại thiết kế Curtiss HS-2L mà Boeing đã chế tạo theo giấy phép trong chiến tranh.

## Lịch sử hoạt động
Chỉ có một chiếc máy bay được chế tạo, Boeing đã gặp rắc rối trong việc bán nó khi thị trường đã bão hòa với những máy bay dư thừa từ cuộc chiến. Năm 1920, Edward Hubbard đã mua nó, và sử dụng để chở thư giữa Seattle, Washington và Victoria, British Columbia. Nó bay đến tận năm 1930 trước khi được bảo quản và đem trưng bày tại Bảo tàng Lịch sử và Công nghiệp tại Seattle năm 1954.

## Thông số kỹ thuật
Dữ liệu từ

### Đặc điểm riêng
- Phi đoàn: 1 phi công
- Sức chứa: 2 hành khách
- Chiều dài: 31 ft 3 in (9.53 m)
- Sải cánh: 50 ft 3 in (15.32 m)
- Chiều cao: 13 ft 4 in (4.06 m)
- Diện tích cánh: 492 ft² (45.7 m²)
- Trọng lượng rỗng: 2.400 lb (1.089 kg)
- Trọng lượng cất cánh: 3.850 lb (1.746 kg)
- Trọng lượng cất cánh tối đa: n/a
- Động cơ: 1 × Hall-Scott L-6, 200 hp (149 kW)

### Hiệu suất bay
- Vận tốc cực đại: 90 mph (145 km/h)
- Vận tốc hành trình: 80 mph (km/h)
- Tầm bay: 400 dặm (640 km)
- Trần bay: 13.300 ft (4.050 m)
- Vận tốc lên cao: n/a
- Lực nâng của cánh: n/a
- Lực đẩy/trọng lượng: n/a